# Krechów (rejon stryjski)
Krechów (ukr. Крехів, Krechiw) – wieś na Ukrainie, w obwodzie lwowskim, w rejonie stryjskim, w hromadzie Żurawno. W 2001 roku liczyła 194 mieszkańców.

## Historia
Właścicielem dóbr ziemskich Krechów był m.in. hrabia Włodzimierz Dzieduszycki.
Za II Rzeczypospolitej do 1934 roku wieś stanowiła samodzielną gminę jednostkową w powiecie żydaczowskim w woj. stanisławowskim. W związku z reformą scaleniową została 1 sierpnia 1934 roku włączona do nowo utworzonej wiejskiej gminy zbiorowej gminy Ruda w tymże powiecie i województwie. 
W nocy z 8 na 9 kwietnia 1944 nacjonaliści ukraińscy z OUN-UPA zamordowali tutaj 11 Polaków, grabiąc i polskie gospodarstwa. Ocalały tylko szkoła oraz kościół filialny. Mieszkańców przed większą rzezią uratował oddział AK, który pod dowództwem kpt. Kazimierskiego przybył ze wsi Korczunek.
Po wojnie wieś weszła w struktury administracyjne Związku Radzieckiego.